# 1º de Maio
1º de Maio is een voetbalclub in Sao Tomé en Principe uit Nova Estrela in het district Pagué, provincie Principe. De club speelt in de eilandcompetitie van Principe, waarvan de kampioen deelneemt aan het voetbalkampioenschap van Sao Tomé en Principe, de eindronde om de landstitel.
In 2000 won de club de voorronde van het bekertoernooi op het eiland Principe, maar werd in de halve finale van de eindronde uitgeschakeld. Terwijl 1º de Maio in 2001 nog vijfde en laatste werd in de eilandcompetitie werden ze een jaar later eerste. De landelijke finale werd met 1–4 verloren van Inter Bom-Bom.
Zoals alle clubs van Principe, heeft de club geen vrouwenteam.

## Erelijst
Eilandkampioen2003
1º de Maio · GD Os Operários · FC Porto Real · Sporting do Príncipe · GD Sundy · União Desportiva Aeroporto, Picão e Belo Monte